# Fusolatirus luteus
Fusolatirus luteus is een slakkensoort uit de familie van de Fasciolariidae. De wetenschappelijke naam van de soort is voor het eerst geldig gepubliceerd in 2006 door Snyder & Bouchet.